# Asserstrup
Asserstrup er en gammel sædegård omtrent 5 km nord for Nakskov på Lolland, som nævnes første gang i 1350. Hovedbygningen er opført i 1847.[kilde mangler]
Asserstrup Gods er på 292 hektar med Tostrupgård.
Nordøst for hovedbygningen, udenfor haven, findes resterne af Asserstrup Voldsted, der er et voldanlæg på ca. 20x20 m, og en højde på omkring 3,5 m.
Gården lå i Sandby Sogn, Lollands Nørre Herred, Maribo Amt, Ravnsborg Kommune.

## Ejere af Asserstrup
- (1350-1360) Johannes Svinekul
- (1360-1390) Jacob Pedersen Gjøe
- (1390-1400) Enke Fru Gjøe gift Bang
- (1400) Godtfred Bang
- (1400-1407) Jens Jacobsen Gjøe
- (1407-1437) Folmer Jacobsen Lunge
- (1437-1458) Tyge Lunge
- (1458-1460) Benedix Jepsen / Jens Jepsen
- (1460-1479) Slægten Lunge
- (1479-1505) Vincents Iversen Dyre
- (1505-1552) Niels Vincentsen Dyre
- (1552-1570) Iver Nielsen Dyre Lange
- (1570-1606) Knud Venstermand
- (1606-1640) Jørgen Grubbe
- (1640-1650) Morten Mormand
- (1650-1657) Christoffer Steensen
- (1657-1695) Jochum Frederik Steensen
- (1695-1696) Johan H. Hofman
- (1696-1706) Luttemette Peters gift (1) Vinterberg (2) Hofman
- (1706-1714) Joachim Brockdorff
- (1714-1728) Ditlev Brockdorff
- (1728-1744) Schack Brockdorff
- (1744-1747) Niels Siersted
- (1747) Peder Hemmingsen Buchalff
- (1747-1752) Carl Wilhelm Gjedde
- (1752-1763) Laurids Pedersen Smith
- (1763) Ida Margrethe Reventlow gift von Knuth
- (1763-1784) Christian Frederik von Knuth
- (1784) Adam Christopher von Knuth
- (1784-1786) Heinrich Bolten
- (1786) Søren Andersen Dons / Joachim Barner Paasche
- (1786-1797) Søren Andersen Dons
- (1797-1803) Claus Seidelin Jensen
- (1803-1843) Christen Thorsen
- (1843-1847) Christen Thorsens dødsbo
- (1847-1888) Gustav Ferdinand Jessen
- (1888-1904) C.K. Engelsted
- (1904-1925) Johannes Bentzen
- (1925-1929) Johannes Bentzens dødsbo
- (1929-1931) Aage Hackmann
- (1931-1965) Johannes Bachevold
- (1965-1984) Erik Bachevold (søn)
- (1984-2005) Erik Bachevolds Slægtsfond
- (2005-) Hans-Henrik Jul-Petersen (søsters søn)